# Lisa-Maria Dornauer
Lisa-Maria Dornauer (* 11. Jänner 1992 in Finkenberg) ist eine österreichische Triathletin und Triathlon-Staatsmeisterin auf der Mitteldistanz (2022).

## Werdegang
Die Zillertalerin Lisa-Maria Dornauer betreibt Triathlon seit 2012 und wird seitdem von der ehemaligen Profi-Athletin Eva Dollinger betreut. Sie wurde 2014 auf der Triathlon-Kurzdistanz Vizestaatsmeisterin U23.
2016 wurde sie Zillertaler Bergmeisterin im Radfahren. Seit 2016 startet sie als Profi-Athletin im Team Erdinger Alkoholfrei. Bei den Ironman 70.3 European Championships in Wiesbaden belegte sie im August den 15. Rang.
Sie landete im Juni 2017 beim Kirchbichl-Triathlon (1,4 km Schwimmen, 38 km Radfahren und 10,4 km Laufen) auf dem zweiten Platz hinter der Deutschen Renate Forstner und wurde damit Tiroler Meisterin. Für September 2021 kündigte die 29-Jährige mit dem Ironman Austria ihren ersten Start auf der Langdistanz an und sie wurde bei diesem Rennen Siebte bei der Staatsmeisterschaft auf der Triathlon-Langdistanz.
Bei der Challenge Roth belegte die 33-Jährige im Juli 2025 den zehnten Rang.

## Sportliche Erfolge
| Datum/Jahr    | Rang | Wettbewerb                             | Austragungsort | Zeit       | Bemerkung                                                                |
| ------------- | ---- | -------------------------------------- | -------------- | ---------- | ------------------------------------------------------------------------ |
| 11. Juli 2021 | 3    | Trans Vorarlberg Triathlon             | Rankweil       | 02:07:01,5 | auf der olympischen Distanz                                              |
| 24. Juni 2018 | 2    | Chiemsee Triathlon                     | Chiemsee       | 02:18:08   | Olympische Distanz; Zweite hinter Carolin Lehrieder                      |
| 9. Juni 2018  | DNS  | Kirchbichl Triathlon                   | Kirchbichl     |            |                                                                          |
| 5. Mai 2018   | 5    | Kalterer See Triathlon                 | Kalterer See   | 02:20:09   |                                                                          |
| 17. Sep. 2017 | 6    | Challenge Davos                        | Davos          | 02:05:40,5 |                                                                          |
| 25. Juni 2017 | 1    | Chiemsee Triathlon                     | Chiemsee       | 02:23:20   | Olympische Distanz                                                       |
| 4. Juni 2017  | 2    | Kirchbichl-Triathlon                   | Kirchbichl     |            | Tiroler Meisterin (1,4 km Schwimmen, 38 km Radfahren und 10,4 km Laufen) |
| 9. Apr. 2017  | 3    | Triathlon de Portocolom 55.5           | Portocolom     | 02:06:20   | Dritte auf der Kurzdistanz in Mallorca                                   |
| 2014          | 2    | ÖTRV Staatsmeisterschaft Triathlon U23 | Wien           |            | Vizestaatsmeisterin U23 Kurzdistanz                                      |

| Datum/Jahr    | Rang | Wettbewerb                                       | Austragungsort       | Zeit        | Bemerkung                                                                    |
| ------------- | ---- | ------------------------------------------------ | -------------------- | ----------- | ---------------------------------------------------------------------------- |
| Juli 2023     | 2    | Trumer Triathlon                                 | Obertrum am See      | 04:35:21    | auf der Mitteldistanz                                                        |
| 28. Aug. 2022 | 1    | ÖTRV Staatsmeisterschaft Triathlon Mitteldistanz | Zell am See          |             | Triathlon-Staatsmeisterin Mitteldistanz beim Ironman 70.3 Zell am See-Kaprun |
| 29. Mai 2022  | 6    | Challenge St. Pölten                             | St. Pölten           |             |                                                                              |
| 1. Mai 2022   | 8    | Challenge Riccione                               | Riccione             |             |                                                                              |
| 20. Juni 2021 | 3    | Apfelland-Triathlon                              | Stubenbergsee        |             | Mitteldistanz, steirische Meisterschaft                                      |
| 19. Aug. 2018 | 5    | Allgäu Triathlon                                 | Immenstadt im Allgäu | 04:55:05,7  | Allgäu Classic                                                               |
| 10. Juni 2018 | 5    | 575 Keszthely Triathlon                          | Keszthely            | 04:49:04,67 | [ 5 ]                                                                        |
| 26. Aug. 2017 | 4    | Trans Vorarlberg Triathlon                       | Bregenz              | 04:30:46    |                                                                              |
| 25. Juli 2017 | 2    | Trumer Triathlon                                 | Obertrum am See      | 04:39:40    | auf der Mitteldistanz                                                        |
| 21. Mai 2017  | 7    | Ironman 70.3 Austria                             | St. Pölten           | 04:49:58    |                                                                              |
| 28. Aug. 2016 | 3    | Trans Vorarlberg Triathlon                       | Bregenz              | 04:46:49,8  |                                                                              |
| 14. Aug. 2016 | 15   | Ironman 70.3 Germany                             | Wiesbaden            | 04:27:35    | Ironman 70.3 European Championship                                           |
| 10. Aug. 2015 |      | Ironman 70.3 Germany                             | Wiesbaden            | 05:16:14    | Siegerin der AK 18–24, Ironman 70.3 European Championship                    |
| 2015          | 1    | Trumer Triathlon                                 | Obertrum am See      | 05:00:34,9  | Siegerin auf der Mitteldistanz                                               |
| 31. Aug. 2014 |      | Ironman 70.3 Zell am See-Kaprun                  | Zell am See          | 05:17:20    | Zweite der Altersklasse 18–24                                                |
| 29. Juni 2014 | 12   | Chiemsee Triathlon                               | Chieming             | 04:51:11    | auf der Mitteldistanz, hinter Daniela Sämmler                                |

| Datum/Jahr    | Rang | Wettbewerb                                     | Austragungsort | Zeit     | Bemerkung                                                                         |
| ------------- | ---- | ---------------------------------------------- | -------------- | -------- | --------------------------------------------------------------------------------- |
| 6. Juli 2025  | 10   | Challenge Roth                                 | Roth           | 09:12:11 |                                                                                   |
| 3. Apr. 2022  | 11   | Ironman South Africa                           | Port Elizabeth | 09:23:32 | verkürzte Schwimmdistanz (700 m Schwimmen, 180,2 km Radfahren und 42,2 km Laufen) |
| 19. Sep. 2021 | 7    | ÖTRV Staatsmeisterschaft Triathlon Langdistanz | Klagenfurt     | 10:16:51 | erster Start auf der Langdistanz beim Ironman Austria                             |

(DNF – Did Not Finish; DNS – Did Not Start)